# Pelagonský region
Pelagonský region (makedonsky Pelagoniski region, Пелагониски регион) je jedním z osmi statistických regionů v Severní Makedonii. V roce 2021 zde žilo 210 431 obyvatel. Největším sídlem regionu je město Bitola.

## Poloha, popis
Rozkládá se v jihozápadní části státu a jeho rozloha je 4 717 km². Sousedními regiony jsou Jihozápadní na severozápadě a Vardarský na severovýchodě. Region hraničí na jihozápadě s Albánií a na jihu s Řeckem.
Region tvoří celkem 9 opštin:
| Opština      | Počet obyvatel (rok 2021) | Správní centrum | Rozloha (km²) |
| ------------ | ------------------------- | --------------- | ------------- |
| Bitola       | 85 164                    | Bitola          | 790           |
| Demir Hisar  | 7 260                     | Demir Hisar     | 480           |
| Kruševo      | 8 385                     | Kruševo         | 190           |
| Dolneni      | 13 126                    | Dolneni         | 418           |
| Krivogaštani | 5 167                     | Krivogaštani    | 88            |
| Prilep       | 69 025                    | Prilep          | 1198          |
| Resen        | 14 373                    | Resen           | 549           |
| Mogila       | 5 283                     | Mogila          | 255           |
| Novaci       | 2 648                     | Novaci          | 755           |

## Obyvatelstvo
V regionu žijí převážně Makedonci, kterých je zhruba 86 %. Kromě nich zde žijí také Albánci (cca 5 %), Romové (cca 3 %), Turci (cca 3 %). Zbytek tvoří Bosňáci, Srbové, Vlaši a jiní.
Většina obyvatelstva žije ve městech. Největší z nich jsou Bitola a Prilep. Další města s počtem obyvatel méně než 10 000 jsou Resen, Kruševo a Demir Hisar.

## Doprava

### Železniční
Přibližně středem regionu, z jihu směrem na sever, prochází železniční trať z Bitoly do Prilepu a pak dále do Velesu ve Vardarském regionu.

### Silniční
Z jihu, od hranice s Řeckem, vede hlavní silnice A3/E65 do Bitoly. Odtud pokračuje zhruba severozápadně do města Resen a dále pak do Ohridu v Jihozápadním regionu. V Bitole, ze silnice A3/E65, odbočuje přibližně k severu hlavní silnice také s označením A3, která vede do Prilepu. Odtud pak směrem na východ pod označením A1 pokračuje až do sousedního Vardarského regionu.